# Skijöring

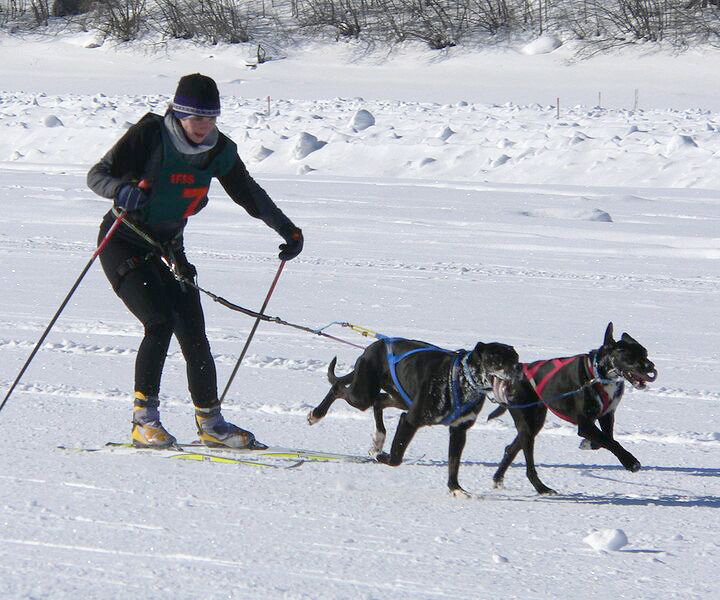
skijöring, za psim zaprzęgiem, zawody w Jukonie, 2005

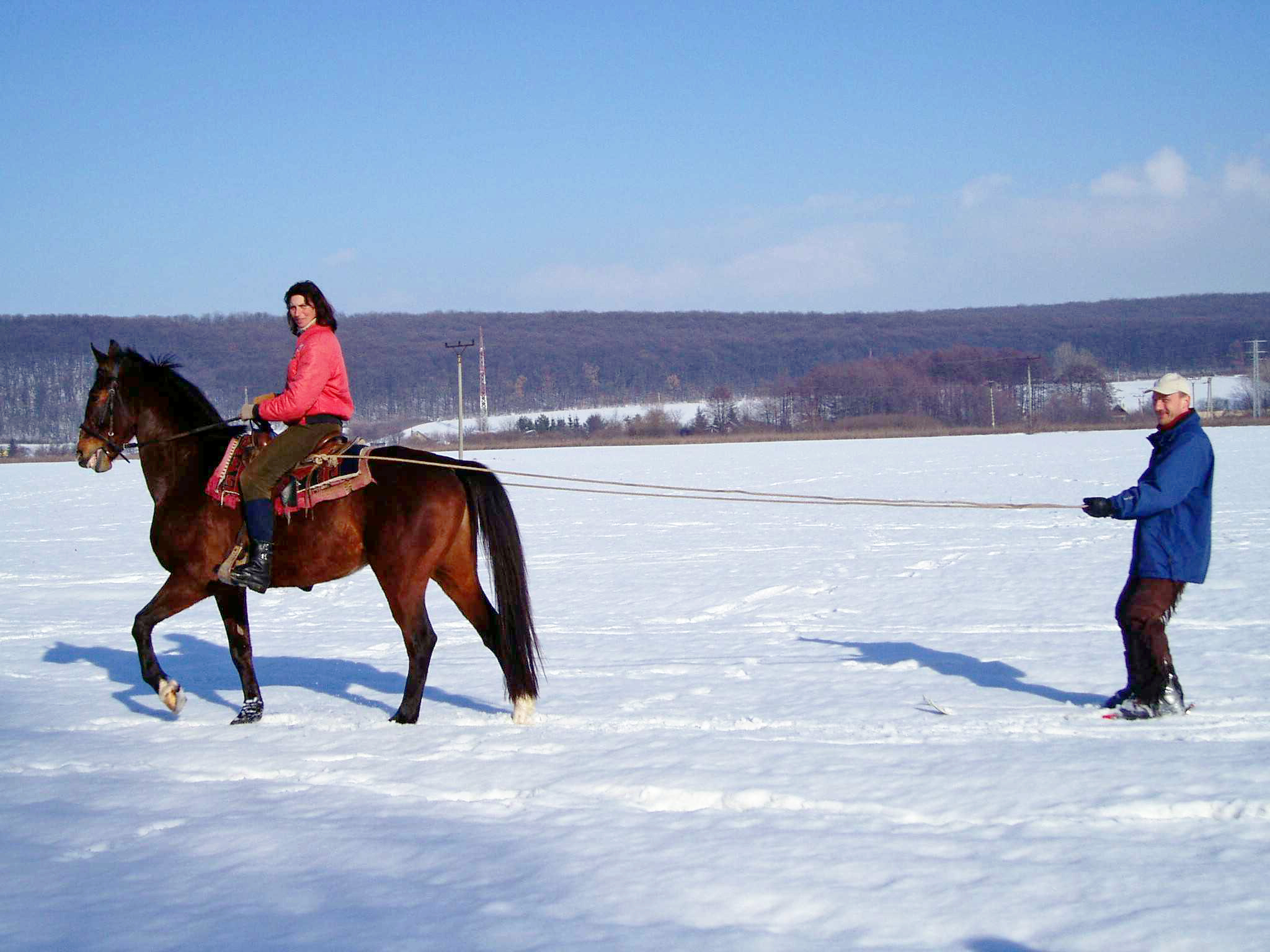
rekreacyjna wersja skijöringu, za koniem

Skijöring, rzadziej skikjöring (wym. szisjyrink lub skijerink) – rodzaj sportu zimowego polegającego na wyścigu na śniegu narciarzy (maszerów) ciągniętych przez zwierzęta (zazwyczaj pojedynczego konia, ale także np. przez psi zaprzęg) albo pojazd (motocykl, skuter śnieżny itp.). 
Określenie zapożyczone z języka norweskiego (ski – narty, kjöre – powozić), przez analogię do wyrazu snörekjöring – powożenie na sznurze. Tradycje tej metody wykorzystania siły pociągowej zwierząt do transportu wywodzą się z północnej Skandynawii i Syberii. Formę sportową przybrały w Norwegii w II połowie XIX wieku, przyjęły się m.in. u górali w Szwajcarii (tam od roku 1907 organizowane są corocznie wyścigi White Turf na zamarzniętej tafli jeziora St. Moritz), a także w Polsce, na Podhalu (obok wyścigów „kumoterek”, czyli zaprzężonych w konia dwuosobowych sań góralskich). Skijöring był dyscypliną pokazową na II Zimowych Igrzyskach Olimpijskich rozgrywanych w Sankt Moritz w 1928 roku.
Zawody w tej dyscyplinie popularne są także w Ameryce Północnej, m.in. w Kanadzie.